# Линд, Сара
Сара Линд (англ. Sarah Lind) — канадская актриса. Наиболее известна по ведущим женским ролям в фильмах «Экзорцизм Молли Хартли», «Бюро человечества» и «Холодная кровь».
С 2008 по 2010 год была замужем за Таем Руняном.

## Фильмография
| Год  |   | Русское название                              | Оригинальное название                                      | Роль                   |
| ---- | - | --------------------------------------------- | ---------------------------------------------------------- | ---------------------- |
| 2001 | с | Волчье озеро                                  | Wolf Lake                                                  | Сара Холландер         |
| 2002 | с | Мёртвая зона                                  | The Dead Zone                                              | Тэмми Мо               |
| 2003 | с | Мёртвые, как я                                | Dead Like Me                                               | Стефани                |
| 2005 | ф | Расчленённый                                  | Severed                                                    | Рита                   |
| 2006 | с | Блэйд: Сериал                                 | Blade: The Series                                          | Изабелла ван Скривер   |
| 2007 | ф | Как трусливый Роберт Форд убил Джесси Джеймса | The Assassination of Jesse James by the Coward Robert Ford | подружка Роберта Форда |
| 2007 | ф | Лагерь                                        | Camp                                                       | девушка                |
| 2008 | ф | Личное                                        | Personal Effects                                           | Энни                   |
| 2009 | ф | Запасное стекло                               | What Goes Up                                               | Пегги                  |
| 2014 | ф | Волк-полицейский                              | WolfCop                                                    | Джессика               |
| 2015 | ф | Экзорцизм Молли Хартли                        | The Exorcism of Molly Hartley                              | Молли Хартли           |
| 2017 | ф | Бюро человечества                             | The Humanity Bureau                                        | Рэйчел Веллер          |
| 2018 | с | Заложница                                     | Taken                                                      | Нэнси Кларк            |
| 2019 | ф | Холодная кровь                                | Cold Blood                                                 | Мелоди                 |